# Amphipneustes davidi
Amphipneustes davidi is een zee-egel uit de onderorde Paleopneustina. Voor de taxonomische positie, zie onder het geslacht.
De wetenschappelijke naam van de soort werd in 2002 gepubliceerd door Madon-Senez.